# ゲートボール (バンド)
ゲートボール（Gate Ball、1983年 結成 - 同年 活動停止）は、かつて存在した日本のロックバンドである。

## 略歴・概要

### 前史
近田春夫は、1979年（昭和54年）に近田春夫&ハルヲフォンを解散するが、同時期、ガールズ（同年1月解散）も解散していた。元ハルヲフォンの高木英一は、元ガールズのイリア（奥野敦子）と新バンドを結成するが、近田も奥野に声をかけ、同年8月に近田春夫&BEEFを結成する。キングレコードからの近田のソロシングル『ああ、レディハリケーン』をリリースしたあと、近田は日本コロムビアに移籍し、BEEFはジューシィ・フルーツへと発展的に解消し、1980年（昭和55年）6月1日、『ジェニーはご機嫌ななめ』で日本コロムビアからデビューした。
一方、元ガールズのリタ（野元貴子）は、1980年、新バンドピンナップスを結成、近田が同バンドのデビューに関わり、同年、デビューシングル『あなたにオーバーヒート』をプロデュース、Invitation（ビクター音楽産業）からデビューした。翌1981年（昭和56年）のファーストアルバム『ピンナップス』は、元ハルヲフォンの高木がプロデュース、同年にセカンドシングル『抱きしめてBABY!』、1982年（昭和57年）にセカンドアルバム『抱きしめて!!』をプロデュースした。
1980年からの近田は、前述の通り日本コロムビアと契約しており、BEEFがジューシィ・フルーツとして人気を得て、バックバンドとしての稼働が不可能になり、1981年初頭、近田は人種熱をとりこみ、近田春夫&ビブラトーンズを結成していた。

### 結成と活動
1982年には、近田がデビュー以来プロデュースを手がけていたピンナップスが解散し、ともに関わっていた高木とリタ（野元）と3人で、1983年（昭和58年）に結成した新バンドが「ゲートボール」である。。
ゲートボールは、1983年に徳間ジャパン（現徳間ジャパンコミュニケーションズ）から1枚のマキシシングルレコードと1本のカセットテープベースのアルバムをリリースし、1984年にはカセットブックTRA No. 5にてアルバム未収録の4曲を発表した。すべて既成曲のカヴァーである。ハルヲフォン時代、1978年（昭和53年）に発表したアルバム『電撃的東京』や、1976年（昭和51年）にレコーディングされ、のちに2008年（平成20年）にCD発売された『リメンバー・グループ・サウンズ』と同様の近田のお家芸で、パーシー・フェイス、デヴィッド・ボウイ、ザ・ハプニングス、ビリー・ヴォーン、ポール・モーリア、ザ・キンクス、トニー・ハッチ、坂本九、クラフトワーク、パット・ブーン、フランク・シナトラの曲をアンビエント化した。
上記の音源を残し、ゲートボールは活動を停止した。シングルを包含するアルバムは、1991年（平成3年）4月25日、徳間ジャパンコミュニケーションズからCDで再発売されたのち長らく廃盤であったが、2019年（令和元年）6月26日にタワーレコード限定で2019年リマスタリングCDが再発された。

## ディスコグラフィ

### シングル
1. スマートなゲートボール 1983年8月25日発売 （徳間ジャパン） 33 1/3回転、4曲入りシングル
  1. FASCINATION (魅惑のワルツ) A-1
  2. STAR MAN (スター・マン) A-2
  3. YOU REALLY GOT ME (ユー・リアリー・ガット・ミー) B-1
  4. PEARLY SHELLS (真珠貝の歌) B-2

### アルバム
1. スマートなゲートボール 1983年8月25日発売 （徳間ジャパン） - カセットテープのみ
  1. FASCINATION (魅惑のワルツ)
  2. STAR MAN (スター・マン)
  3. SEE YOU IN SEPTEMBER (シー・ユー・イン・セプテンバー)
  4. PEARLY SHELLS (真珠貝の歌)
  5. THEME FROM A SUMMER PLACE (夏の日の恋)
  6. YOU REALLY GOT ME (ユー・リアリー・ガット・ミー)
  7. LOOK FOR A STAR (星を求めて)
  8. SUKIYAKI (上を向いて歩こう)
  9. THE MODEL (モデル)
  10. SAIL ALONG SILV'RY MOON (浪路はるかに)
  11. LOVE LETTERS IN THE SAND (砂に書いたラブ・レター)
  12. STRANGERS IN THE NIGHT (夜のストレンジャー)
2. スマートなゲートボール 1991年4月25日発売 （徳間ジャパン） - CD再発売、TKCA-30246
3. スマートなゲートボール 2019年6月26日発売 （Tower to the People/Japan Records/徳間ジャパンコミュニケーションズ） - 2019年リマスタリングCD再発売、TJJC-30033

### オムニバス参加
1. TRA No. 5 New Artist Catalogue Summer 1984 1984年発売 （TRAプロジェクト） - カセットブック
  1. Hit the Road Jack (旅立てジャック)
  2. Karma Chameleon (カーマは気まぐれ)
  3. Ich bin der glücklichste Mensch auf der Welt (白銀は招くよ)
  4. I Feel Good